# Шидиб (Сельсовет Шидибский)
Шидиб — село в Тляратинском районе Дагестана. Входит в сельское поселение сельсовет Шидибский.

## География
Расположено в 11 км к северо-северо-западу от районного центра — села Тлярата, на реке Сараор.

## Население
| 1869 | 1888 | 1895 | 1926 | 1939 | 1970 | 1989 |
| ---- | ---- | ---- | ---- | ---- | ---- | ---- |
| 69   | ↗84  | ↘77  | ↘30  | ↗52  | ↗82  | ↗136 |
| 2002 | 2010 | 2021 |      |      |      |      |
| ↗783 | ↘206 | ↘112 |      |      |      |      |